# Harry Sheppard
Harry Sheppard (* 1. April 1928 in Worcester, Massachusetts; † 27. Dezember 2022 in Houston) war ein US-amerikanischer Jazzmusiker (Vibraphon, auch Schlagzeug).

## Leben und Wirken
Sheppard, der in seinem Geburtsort aufwuchs und auf seinem Instrument Autodidakt war, spielte 1955 in New Jersey Vibraphon bei Mickey Sheens Swing Travelers, mit dem erste Aufnahmen entstanden (Have Swing Will Travel, mit Sonny Russo, Marty Napoleon). In den folgenden Jahren zog er nach New York City, wo er mit Sol Yaged, Chubby Jackson, Cozy Cole und Stan Rubin arbeitete. Sheppard trat 1958 häufig in der TV-Show Art Ford’s Jazz Party auf, wo er Jazzgrößen wie Buck Clayton, Coleman Hawkins, Billie Holiday, Rex Stewart, Cootie Williams und Lester Young begleitete. In den frühen 1960er-Jahren gehörte er dem Benny Goodman Sextett und dem Mike Bryan Sextet an, mit dem er auch in Deutschland gastierte. 1978 entstand in Sydney das Album Harry Sheppard with the Sydney Jazztet (mit David Glyde, Steve Murphy, Dave Ellis und Willie Qua); im selben Jahr nahm er in New York mit Ruby Braff auf (Pretties, Sonet, mit John Bunch). Bis in die frühen 1990er-Jahre spielte er noch eine Reihe von Alben unter eigenem Namen ein. Im Bereich des Jazz war er zwischen 1955 und 2018 an 35 Aufnahmesessions beteiligt, zuletzt mit Sol Yaged. Seit 1985 lebte er in Houston.

## Diskographische Hinweise
- A Close Encounter (Master Disk), mit Bill Miller, Richard DeRosa, Armen Halburian
- Symbiotic (Evidence, 1982), mit Bill Miller, Richard DeRosa, Muhammad Abdullah
- Viva Brasil (Justice, 1990), mit Bob Chadwick, Erich Avinger, Steve Zirkel, Steve Allison, Kuko Miranda, Jus River, Mary Henson
- This-a-way, That-a-way (Justice, 1991), mit Steve Masakowski, Mike Sunjka, Steve Bailey, Marvin Smitty Smith
- Points of View (Justice, 1992), mit Steve Masakowski, Mike Sunjka, Steve Bailey, Marvin Smitty Smith, Bobby Thomas, Jr.